# Luciano Pacco
Luciano Pacco (Cervignano del Friuli, 9 luglio 1941) è un ex calciatore italiano, di ruolo centrocampista.

## Carriera
Dopo gli esordi tra i dilettanti con la Torviscosa, nel 1960 debutta in Serie B con il Verona, disputando tre campionati per un totale di 67 presenze e 3 gol.
La sua carriera calcistica prosegue sui campi della Serie C con le maglie di Arezzo e Casertana, e infine con la Salernitana con cui disputa un'altra stagione in B prima di retrocedere in C.
Dalla stagione 1970/1971 approda alla Paganese, dove gioca per tre campionati. 